# Live in Paris (Aske Jacoby-album)
Live in Paris er den danske musiker og sangskriver Aske Jacobys andet livealbum som soloartist.
Albummet blev optaget den 19. november 2016 på spillestedet O Gib i Montreuil (Paris), og udkom et par måneder senere; 7. april 2017 hos det danske selskab Giant Birch i København.
"Live in Paris" indeholder i alt otte tidligere udgivne numre, som ud over Aske Jacoby selv blev indspillet sammen med de musikalske venner Johan Dalgaard, Assi Roar, Jakob Høyer og Rune Funch.
Ideen med at spille i netop Paris opstod mellem Jacoby og pianisten Johan Dalgaard, der er bosiddende i Paris. Dalgaard fik i maj 2016 arrangeret en mini-tour med i alt fire franske koncerter - Cité Universitaire, Les Naute (Bastille), La Baiser Salé (Chatelet) og Aux Petits Joueurs (19éme) - hvor også den franske jazzvirtous, trommeslager og percussionist Raphaël Chassin deltog. Og det ledte til tanken om at indspille et live album med dette line-up.

## Spor
1. "Sweet Louise" - (06:19)
2. "To Turn The Last Page" - (05:10)
3. "Lotus" - (07:21)
4. "Reincarnation Blues" - (08:03)
5. "Chant" - (06:52)
6. "Trashcan Man" - (07:50)
7. "My Heart Is A Muscle" - (06:42)
8. "Fundamentalist" - (08:56)